# واتسلاو نتسکاژ
واتسلاو نتسکاژ (به چکی: Václav Neckář) (زادهٔ ۲۳ اکتبر ۱۹۴۳) بازیگر و خوانندهٔ اهل جمهوری چک است. وی از سال ۱۹۶۶ میلادی تاکنون مشغول فعالیت بوده‌است.
از فیلم‌ها یا برنامه‌های تلویزیونی که او در آن‌ها نقش داشته‌است می‌توان به از روی قطارها چشم برندار و چکاوک‌ها روی بند اشاره کرد.